# Ґотем (телесеріал)
«Ґо́тем» (англ. Gotham) — американський кримінальний телесеріал, який розробив Бруно Геллер на основі персонажів, що були опубліковані виданням DC Comics у своїй бетменівській франшизі, переважно про Джеймса Ґордона та Брюса Вейна. В головній ролі знявся Бен Маккензі, тимчасом як Геллер виступив виконавчим продюсером разом з Денні Кенненом. Прем'єра «Ґотема» відбулася 22 вересня 2014 року на каналі Fox.

## Сюжет
Серіал розповідає історію детектива Джеймса Гордона, що працює на поліційний відділок міста Ґотем. Сюжет також охоплює майбутнього Бетмена Брюса Вейна та розказує передісторії багатьох майбутніх злочинців міста, включаючи Освальда Кобллпота (Пінгвіна).

## У ролях

Головні та другорядні персонажі першого сезону «Ґотема»: зліва направо; рядок згори: Джеймс Ґордон, Гарві Буллок, Брюс Вейн, Селіна Кайл, Сара Ессен, Барбара Кін, Пенніворт; рядок знизу: Освальд Коббльпот, Фіш Муні, Кармайн Фальконе, Едвард Ніґма, Айві Пеппер, Рене Монтоя, Криспус Аллен.

### Головний склад
- Бен Маккензі — Джеймс Ґордон[5], детектив поліційного департаменту Ґотем-Сіті.
- Донал Лоуг — Гарві Буллок[en][6], напарник Ґордона.
- Девід Мазуз — Брюс Вейн[7], син Томаса та Марти Вейн, який перебуває під наглядом Альфреда Пенніворта.
- Шон Пертві — Альфред Пенніворт[8], дворецький Брюса Вейна.
- Робін Лорд Тейлор — Освальд «Пінгвін» Коббльпот[8][9].
- Камрен Бікондова — Селіна «Кішка» Кайл[7], маленька злодійка, яка мимоволі стає свідком убивства батьків Брюса.
- Джада Пінкетт Сміт — Фіш Муні[10].
- Корі Майкл Сміт — Едвард «Зáгадник» Ніґма[11][12].
- Ерін Річардс — Барбара Кін[8].
- Девід Заяс — Сальваторе Мароні[en], мафіозний Дон (1 сезон)[13].
- Морена Баккарін — доктор Леслі Томпкінс
- Вікторія Картагена — Рене Монтоя
- Джессіка Лукас — Табіта Галаван

### Другорядний склад
- Забріна Гевара — Сара Ессен[en], капітан відділу вбивств поліційного департаменту Ґотем-Сіті[8].
- Джон Доумен — Кармайн Фальконе, мафіозі[14].
- Крістал Рід — Софія Фальконе, донька Кармайна.
- Річард Кайнд — Обрі Джеймс, мер Ґотема.
- Дрю Павелл — Бутч Ґілзін.
- Керол Кейн — Гертруда Коббльпот, власницька мати Освальда Коббльпота[15].
- Джеймс Фрейн — Тео Галлаван / Азраїль.
- Денні Мастроджорджо — Френкі Карбоне, заступник Сальваторе Мароні.
- Джеремі Девідсон — Ніколай, російський мафіозний бос з організації Фальконе.
- Ентоні Карріган — Віктор Зсесз, найманець Кармайна Фальконе.
- Клер Фолі (1-3 сезони), Меггі Гея (3 сезон) — Айві Пеппер.
- Кайл Мессі — Макі: хлопчик з вулиць Ґотема[15].
- Ніколас Д'Агосто — Гарві Дент, помічник окружного прокурора[en][16].
- Кемерон Монеген — Джером та Джеремайа Валеска.
- Макензі Лі — Ліза, співачка.

## Виробництво
24 вересня 2013 року Fox анонсував, що він оминув пілотну фазу і зразу замовив виробництво «Ґотема», сценаристом та виконавчим продюсером якого став Бруно Геллер. Пізніше Денні Кеннон був оголошений його режисером.
Говорячи про проєкт взимку під час престуру Асоціації телевізійних критиків, голова Fox Кевін Рейлі описав серіал, як «мильну оперу з дуже привабливою якістю. Це не якийсь додатковий супутній телесеріал. Це частина франшизи про Бетмена, тільки з самого початку [за хронологією]». Він додав, що серіал існує окремо від кінематографічного всесвіту DC.
Як було анонсовано, перший сезон складатиметься з 16 епізодів замість стандарту в 13 або 22. Голова Fox Entertainment Кевін Рейлі заявив: «Ми були тільки за контрактом зобов'язані замовити 13 епізодів, але ми замовили 16, тому що думаємо, що серіал має, принаймні спочатку, дуже сильну послідовність розвитку сюжету. Чи можемо ми зробити більше епізодів в наступному сезоні? Авжеж, але починаємо з цього. Це шоу має дуже сильний серіалізований елемент». 13 жовтня Fox замовив додаткові шість епізодів, продовжуючи серіал на повний перший сезон з 22 епізодами.
Пілотний епізод був продемонстрований на виставці Warner Bros. Television та DC Entertainment на фестивалі San Diego Comic-Con International в липні 2014 року. В липні 2014 року було повідомлено, що Грем Ревелл стане композитором серіалу.

### Кастинг
У січні 2014 року ходили чутки, що Донал Лог зіграє роль Ґордона у серіалі. Однак Лог спростував ці чутки через Твіттер. Але згодом він отримав роль Гарві Буллока. У лютому 2014 року Бен Маккензі був заявлений як Джеймс Ґордон. В кінці місяця було повідомлено про те, що виробництво почнеться в березні 2014 року в Нью-Йорку. На початку березня 2014 Девід Мазуз отримав роль Брюса Вейна, а Камрен Байкондова — Селіни Кайл. На фан з'їзді Chicago Comic & Entertainment Expo-2014 Джим Каннінгем з DC розповів, що Рене Монтоя також отримає свого персонажа у шоу.

## Міжнародна трансляція
Прем'єра серіалу в Австралії відбулася на каналі Nine Network 12 жовтня. Водночас він стартував у Канаді на CTV. В Ірландії його показує RTÉ2. У Новій Зеландії прем'єра відбулася на TV2 28 вересня. Channel 5 показує серіал в Сполученому Королівстві з 13 жовтня.
У вересні 2014 року Warner Bros. Television Distribution продала права на показ на вимогу потоковому сервісу Netflix.

## Відгуки
В основному телесеріал отримав позитивні відгуки як від глядачів, так і від критиків. На сайті Rotten Tomatoes він отримав 90 % схвальних рецензій (73 відгуки) від кінокритиків і 81 % від глядачів. На IMDB «Ґотем» отримав рейтингову оцінку 8,3 (від 2 278 користувачів сайту).
Асоціація телекритиків назвала серіал найперспективнішим серіалом осені 2014 року. В рейтингу він обігнав такі проєкти як «Незаймана Джейн» та «Роман».
«Ґотем» за короткий час став найпопулярнішим осіннім серіалом 2014 року серед інтернет-піратів. Перша серія була завантажена з різних ресурсів понад мільйон разів.

### Нагороди та номінації
| Рік  | Нагорода                   | Категорія                             | Номінація          | Результат  |
| ---- | -------------------------- | ------------------------------------- | ------------------ | ---------- |
| 2015 | 41-а премія «Вибір народу» | Найкраща нова теледрама               | «Ґотем»            | Очікується |
| 2015 | 41-а премія «Вибір народу» | Найкращий актор у новому телесеріалі  | Бен Маккензі       | Очікується |
| 2015 | 41-а премія «Вибір народу» | Найкраща акторка у новому телесеріалі | Джада Пінкетт Сміт | Очікується |